# 581
Năm 581 là một năm trong lịch Julius.